# Nichttödliche Wirkmittel
Ein nichttödliches Wirkmittel, auch nichtletales Wirkmittel, nichttödliche Waffe (engl. non-lethal weapon, oder auch: nichtletale Waffe; Abk. NLW) soll Personen kampfunfähig machen oder sie vertreiben, jedoch nicht töten. Weil der Einsatz solcher Wirkmittel bzw. Waffen allerdings trotzdem tödlich sein kann (z. B. durch falsche oder inadäquate Anwendung/Handhabung, Konflikte mit anderen Einsatzmitteln oder auch bauartbedingt), wird zudem die Bezeichnung weniger tödliche Waffe (von engl. less-(than-)lethal weapon) verwendet.

## Begriffe und Definition
Es gibt verschiedene Definitionen zu dem Begriff, die von unterschiedlichen Herausgebern abhängig von Wirkungsprinzipien, Funktionsweisen und Zielen zum Einsatz festgelegt worden sind. Im englisch-amerikanischen Bereich wird der Begriff non-lethal weapon, im französischsprachigen Bereich der Begriff arme non létale, beides wörtlich übersetzt Nichtletale Waffe verwendet.
Im deutschen Sprachraum bürgert sich zunehmend der Begriff Nichtletale Wirkmittel ein. Der englischsprachige und deutschsprachige Begriff finden die gleiche Abkürzung: NLW.
Die deutsche Definition ist die umfassendere Definition des Begriffes im Vergleich zur UNO-, NATO- bzw. USA-Definition.
Diese Wortwahl Wirkmittel ist dem Umstand geschuldet, dass der Begriff Waffe im deutschen Sprachraum als Gerät, Instrument, Vorrichtung ... zum Angriff auf einen Gegner, ..., zur Zerstörung von Bauwerken, technischen Anlagen usw. beschreibt. NLW umfassen aber weitere Mittel, die nicht zum Angriff geeignet sind, zum Beispiel Sperrvorrichtungen oder Lautsprecher.
Da eine letale Wirkung von NLW nicht mit vollständiger Sicherheit auszuschließen ist, hat sich international auch der Begriff less lethal weapon, übersetzt: weniger tödliche Waffe, verbreitet.
| Nichtletale Wirkmittel | Nichtletale Wirkmittel | Duale Wirkmittel | Duale Wirkmittel | Letale Wirkmittel | Letale Wirkmittel |
| Nicht-Waffen           | Waffen                 | Waffen           | Waffen           | Waffen            | Waffen            |

Die Grafik verdeutlicht den Zusammenhang anderer Begriffe zu NLW:
Die Kategorie der Nichtletalen Wirkmittel wird aus Waffen und Nicht-Waffen (z. B. Mechanische Sperren, Repellentien („Gestanksvertreiber“) oder Licht- und Schallquellen) gebildet.
Duale Wirkmittel können sowohl letal als auch nicht letal eingesetzt werden (z. B. ein Gewehr für letale Gefechtsmunition mit einem Schießbecher für nichtletale Tränengasmunition)

### Vereinte Nationen
Weniger tödliche Waffen: Waffen, die für den Einsatz gegen Einzelpersonen oder Gruppen von Einzelpersonen ... bestimmt sind und die bei bestimmungsgemäßer Verwendung ein geringeres Risiko haben, Tod oder schwere Verletzungen zu verursachen als Schusswaffen. Weniger tödliche Munition kann auch von herkömmlichen Schusswaffen abgefeuert werden.

### USA
Nichtletale Waffen sind Waffen, die explizit so konstruiert und hauptsächlich eingesetzt werden um Personal oder Material handlungsunfähig zu machen und gleichzeitig die Zahl der Todesfälle, bleibende Verletzungen von Personal und ungewollte Sach- und Umweltschäden zu minimieren.

### NATO
Nichtletale Waffen sind Waffen, die ausdrücklich entworfen und entwickelt wurden, um Personen mit einer geringen Wahrscheinlichkeit von Todesfällen oder bleibenden Verletzungen handlungsunfähig zu machen oder abzuwehren oder Ausrüstung mit minimalen unerwünschten Schäden oder Auswirkungen auf die Umwelt funktionsunfähig zu machen.

### Deutschland
Nichtletale Wirkmittel sind Wirkmittel, das ausschließlich zu dem Zweck entwickelt und eingesetzt wird, eine erforderliche Wirkung auf Personen oder Material zu erzielen und dabei die Wahrscheinlichkeit tödlicher oder bleibender Verletzungen gering zu halten sowie unbeabsichtigte Begleitschäden oder Umweltschäden möglichst zu vermeiden.
Nichtletale Wirkmittel erfüllen als erforderliche Wirkung folgende funktionale Fähigkeiten:
- Festsetzen und Markieren von Einzelpersonen,
- Warnen, auf Distanz halten, Stoppen, Beeinträchtigung der Handlungsfähigkeit, Zutrittsverwehrung, Entfernen aus Räumen sowie Trennen von Einzelpersonen und Personengruppen,
- Lenken von Bewegungen und Zerstreuen von Personengruppen,
- Warnen, Markieren, auf Abstand halten, Beeinträchtigung der Funktionsfähigkeit, Herbeiführen der Funktionsunfähigkeit, Verwehren der Zufahrt und Stoppen von Fahrzeugen, einschließlich des Warnens und Abfrage der Identität von Seefahrzeugen,
- Absperren, Beeinträchtigung der Funktionsfähigkeit und Herbeiführen der Funktionsunfähigkeit von Infrastruktur und
- Beeinträchtigung der Funktionsfähigkeit beziehungsweise Herbeiführen der Funktionsunfähigkeit von Ausrüstung, Waffen und Gerät.[9]

## Gründe und Ziele der Entwicklung nicht-tödlicher Waffen
Ein häufiges Ziel in kriegerischen Auseinandersetzungen sowie bei der Anwendung von Gewalt ist es, den Gegner oder Straftäter vorübergehend oder dauerhaft kampfunfähig zu machen. Viele der aktuellen Projekte auf diesem Sektor sind eher als Experimente für die Zukunft zu verstehen, da sie technisch oder finanziell nicht umsetzbar sind. Dennoch gibt es bereits auch schon viele funktionsfähige nicht-tödliche Waffensysteme. Die teilweise erreichte Effektivität bei vergleichsweise geringen Kosten für Anschaffung und/oder Betrieb führt in der Folge zu einer überraschend hohen Effizienz des Waffensystems.
Ein wesentlicher Grund für die entsprechenden Entwicklungen liegt darin, dass zum Beispiel die Polizei beim Einsatz technischer Mittel den Grundsatz der Verhältnismäßigkeit beachten muss. Damit muss sie den Umständen angepasst reagieren können. Zwischen Gewalt ohne Benutzung von Waffen und dem Einsatz der Schusswaffe gibt es bisher nur wenig Alternativen, wie zum Beispiel den Schlagstock oder das Reizstoffsprühgerät.

## Anwendung
Nicht-tödliche Waffen sollen grundsätzlich überall dort eingesetzt werden, wo auch tödliche Waffen eingesetzt werden, also sowohl militärisch im Kriegseinsatz oder auf Friedensmissionen als auch durch Polizeikräfte oder bei der Justiz.
Im Justizvollzug (wobei hier je nach Bundesland nur die Spezialeinheiten entsprechend ausgerüstet sind) können diese bei Zugriffen jeglicher Art von Vorteil sein, da hier meist keine (Schuss-)Waffen erlaubt sind. Mögliche Einsatzgebiete: Auflösen von Meutereien, Markieren von Störern bzw. Rädelsführern, Haftraumsturm und Notzugriffe bei Geiselnahmen. Vorstellbar sind verschiedenste Waffensysteme wie Taser (sog. Distanz-Elektro-Impuls-Geräte), Pepperball-Gewehre (welche auch mit Gummi- und Farbmarkiermunition befüllt werden können) wie das FN303 der Fa. FN Herstal, NetGun (Netzwerfer), um Drohnen abzufangen usw.
Die Entwickler entsprechender Waffen beschreiben als Anwendungsgebiete unter anderem Geiselbefreiungen, Aufstände, Demonstrationen und Gefängnisaufstände.
Die Haupteinsatzgebiete heutiger nicht-tödlicher Waffen sind die Bekämpfung von Kriminalität und Terrorismus sowie der Einsatz durch Schutztruppen (UN-Friedenstruppen, ISAF), um Kampfhandlungen oder Ausschreitungen gegen die Staatsgewalt einzufrieren und das Risiko für die Bevölkerung gering zu halten.
So werden bereits heute Elektroschockpistolen von europäischen und US-amerikanischen Polizeieinheiten genutzt, ebenso das bei Demonstrationen eingesetzte Reizgas. Durch immer weiter fortschreitende Entwicklung geht der Trend außerdem zur offensiven Nutzung beim Militär in aktiven Kampfhandlungen.

## Prinzipielles technisches Problem
Eine nicht-tödliche Waffe soll zwar keinen dauerhaften Schaden anrichten, aber dennoch eine Person schnell, wirkungsvoll und im besten Fall auf Distanz kampfunfähig machen. Das Problem liegt dabei hauptsächlich in der Bestimmung der richtigen Dosis. Das kann man sich am besten am Beispiel eines Faust- oder Knüppelschlages verdeutlichen: Ein Schlag gegen den Brustkorb, der einen durchschnittlichen männlichen Erwachsenen kampfunfähig macht, kann bei einer Frau zu Knochenbrüchen führen und einen sehr alten Menschen oder ein Kind töten. Ein trainierter Kampfsportler dagegen wird durch einen solchen Schlag nicht zwangsläufig kampfunfähig gemacht. Es sind also differenzierte Kenntnisse der Konstitution des Gegenübers erforderlich, um die Dosis zu wählen.

## Ethische und rechtliche Behandlung sowie politische Diskussion

### Ethik
Die ethische Betrachtung des Themenbereichs NLW erfolgt aus Sicht auf
- den Einsatz von Gewalt in kriegerischen Auseinandersetzungen (bewaffnete internationale und nicht-internationale Konflikte) sowie
- den Einsatz staatlicher Gewalt im Inneren (z. B. durch Polizei- oder Justizkräfte).

In der Abwägung zwischen dem Einsatz potentiell hochwahrscheinlich tödlicher Waffen und NLW spielt dabei der ethische Grundsatz der „Wahl des kleineren Übels“ eine wesentliche Rolle. Dieser bereits von Aristoteles entwickelte und später von Thomas Aquin und anderen Philosophen fortgeschriebene Grundsatz besagt:

„Von den Handlungsalternativen, deren Ausgang mit einem Übel verbunden ist, ist diejenige auszuwählen, die das kleinere Übel bedeutet.“

Die dabei auftretenden ethischen Fragen sind die, ob und inwiefern die Anwendung von Gewalt legitimiert ist und welche Abwägungen dabei in der Durchsetzung mit Gewaltmitteln gegenüber dem Anspruch auf Unversehrtheit vorzunehmen sind.
Ableitungen daraus werden in rechtliche Normen und Vorschriften,
- international im Humaninitären Völkerrecht, früher Kriegsvölkerrecht genannt und
- national im Polizei- und Waffenrecht sowie in Dienstanweisungen für Behörden umgesetzt.

Während das Humanitäre Völkerrecht international bindend ist, sind in einzelnen Ländern ethische Betrachtungen abhängig vom sozio-kulturellen Hintergrund des Landes im engen Kontext mit den rechtlichen Rahmenbedingungen zu betrachten.

### Recht
Im Humanitären Völkerrecht, das den Einsatz von Streitkräften in internationalen bewaffneten Konflikten regelt, wurde diese Betrachtung weiter geschärft. Allerdings ist dieses nicht nur auf NLW spezifiziert, sondern allgemein für die Anwendung von militärischer Gewalt formuliert. Unter anderem gelten folgende Regeln:
- Verbot des Einsatzes von biologischen Waffen, mit der Auswirkung des Verbots auf biologischer Basis aufgebauter NLW
- Verbot des Einsatzes von Waffen die überflüssige Verletzungen oder unnötige Leiden hervorrufen, mit der Auswirkung u. a. auf schmerzbereitende NLW
- Verbot des Einsatzes von Waffen die unterschiedslos gegen Ziele wirken (d. h. nicht auf Ziele unterscheidbar oder auf Ziele begrenzbar)
- Verbot des Einsatzes chemischer Waffen, die auch nur vorübergehend kampfunfähig machen. Auswirkung ist ein Verbot von Tränengas im Einsatz bei international bewaffneten Konflikten
- Verbot von Laserwaffen, die mit dem ausschließlichen Ziel der Erblindung von Personen konstruiert worden sind
- Verbot des Einsatzes, der Herstellung und Lagerung von Antipersonenminen mit der Auswirkung auf selbstauslösende NLW
- Grundsatz der Verhältnismäßigkeit der Mittel, auch Exzessverbot genannt[11]

In einzelnen Staaten findet nationales Recht Anwendung. Im Recht zur Anwendung von unmittelbaren Zwang durch Einsatzkräfte in Deutschland finden folgende Grundsätze Anwendung:
- die Forderung nach Angemessenheit der gewählten Mittel zum zu erreichenden Ziel (z. B. Festhalten einer Person durch körperliche Gewalt, Hilfsmittel der körperlichen Gewalt oder Waffen),
- die Verhältnismäßigkeit der gewählten Maßnahme zu der jeweilig abzuwehrenden Bedrohung sowie
- die Vorschrift der Androhung des Einsatzes von Unmittelbarem Zwang, sofern dieses möglich ist.[12][13][14]

### Politische Diskussion
Die öffentliche politische Diskussion befasst sich überwiegend mit dem Einsatz von NLW durch Polizeikräfte. In geringerem Umfang wird auch der Einsatz durch Streitkräfte im Rahmen nicht-internationaler bewaffneter Konflikte thematisiert. Hier lässt sich, auch im internationalen Vergleich, die Argumentation schlagwortig zusammenfassen:
Befürworter von NLW
- Schließen einer Fähigkeitslücke der Einsatzkräften zwischen Beobachten, Warnen, verbaler Aufforderung, körperlicher Gewalt einerseits und tödlichen Waffen auf der anderen Seite
- Befähigung von Einsatzkräften dazu, wirkungsvoll mit einer reduzierten Wahrscheinlichkeit eines letalen Ausgangs unmittelbaren Zwang durchzusetzen und Bedrohungen auszuschalten
- Befähigung von Einsatzkräften zum Einsatz von Wirkmitteln mit Abstandsfähigkeit (z. B. mehr als Armlänge Abstand zur Abwehr von Messerangriffen)
- Erhöhung des Selbstschutzes von Einsatzkräften

Gegner von NLW
- Reduzierung der Eskalationsschwelle, d. h. NLW würden in Handlungssituationen eher eingesetzt als letale Waffen. Damit würden Einsatzkräfte eher zu Gewalt greifen.
- Die Wirkung verschiedener unterschiedlicher NLW ist zwar nicht tödlich, aber immer noch mit schwerwiegenden Folgen versehen.
- Letale Auswirkungen lassen sich nicht vollständig und mit absoluter Sicherheit ausschließen.
- In den Händen von totalitären Regimen können NLW zur Folterung von politischen Gegnern oder gegen unliebsame Demonstrationen missbraucht werden.
- Verharmlosung der Wirkung von NLW durch deren Befürworter
- Unterlaufen von Rüstungsexportbeschränkungen bei der Ausfuhr von NLW

Anlass für das Aufkommen der Diskussion sind oftmals Vorkommnisse nach dem Einsatz von NLW oder gegensätzliche Positionen im Zusammenhang mit einer beabsichtigten Einführung von NLW.

## Übersicht verschiedener Waffenarten
NLW beruhen auf verschiedensten Funktionsprinzipien. Ihre Anwendbarkeit wird einerseits durch ihre physische Wirkung einschließlich der unerwünschten Risiken, andererseits durch ihre tatsächliche Anwendbarkeit bzw. praktische Handhabung bestimmt.

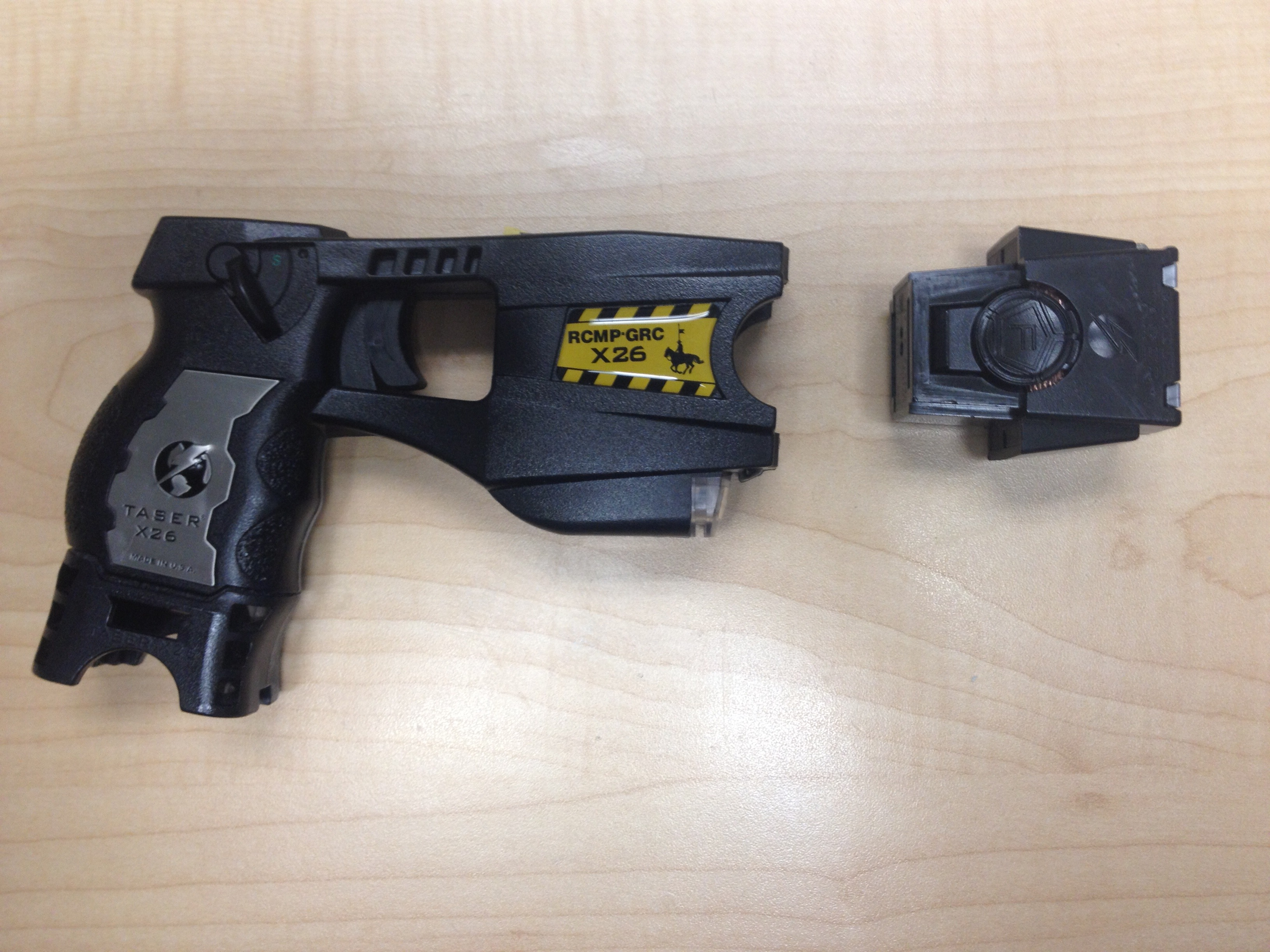
Elektrodistanzimpulsgerät
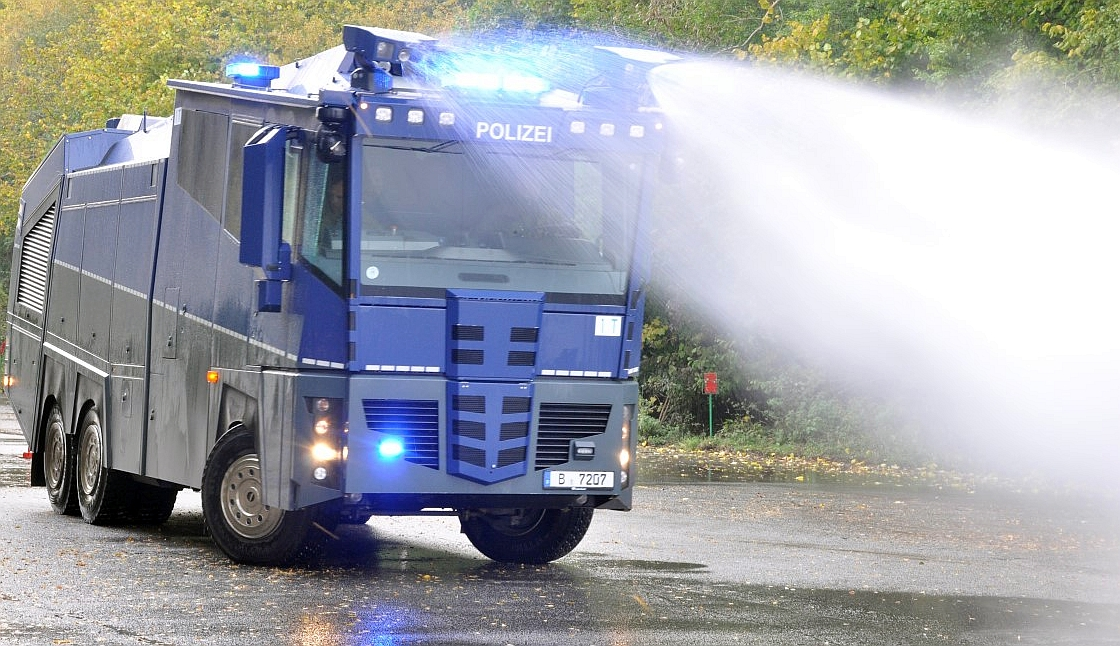
Wasserwerfer der Polizei
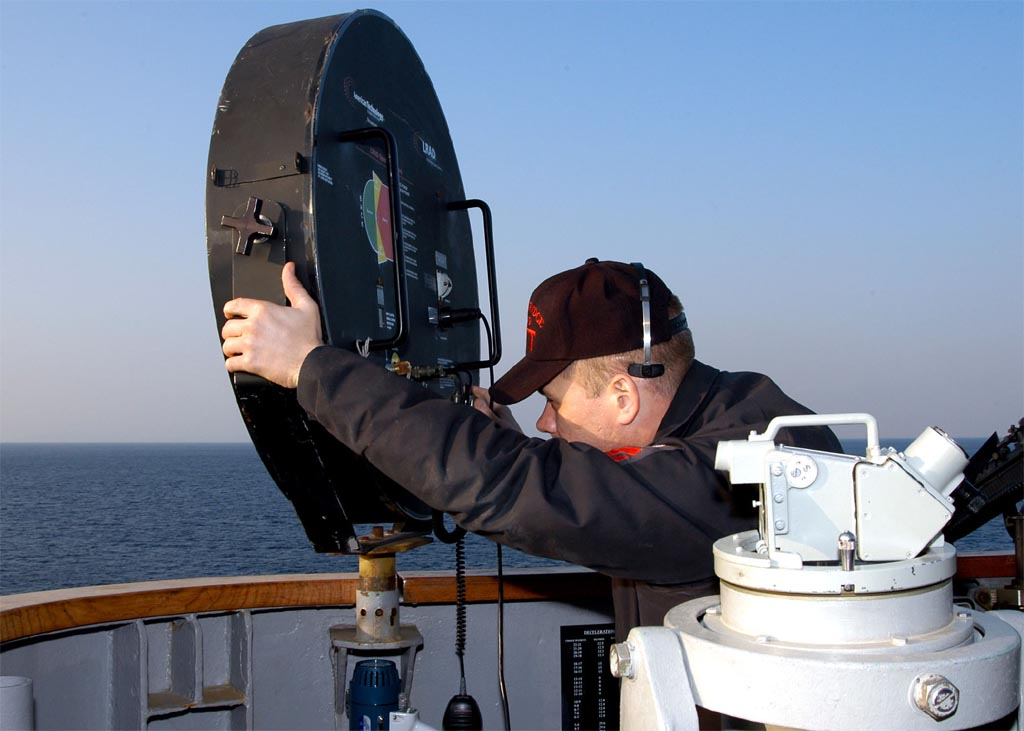
Schallkanone (LRAD)
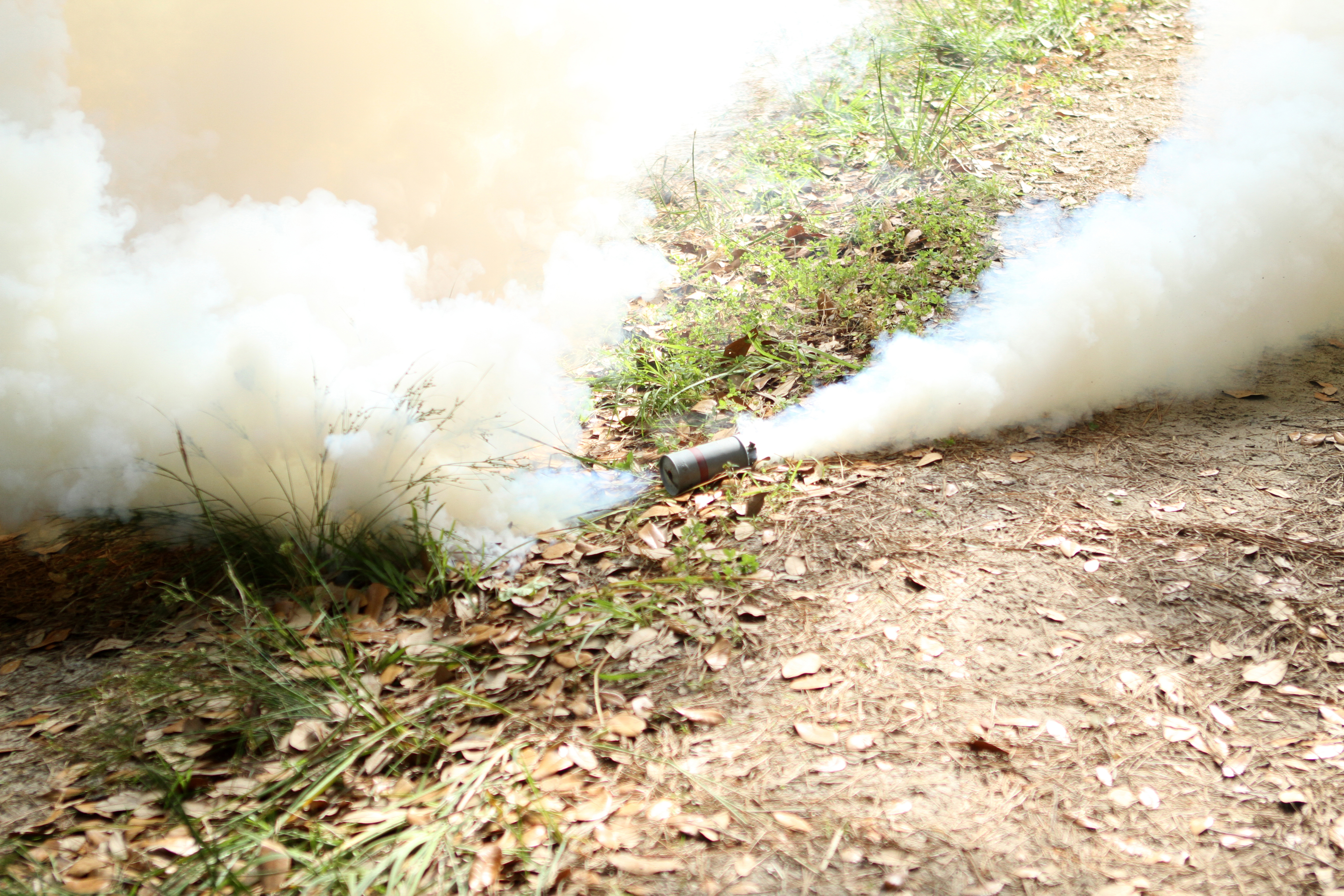
Reizstoffgranate
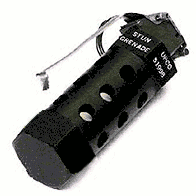
Blendgranate
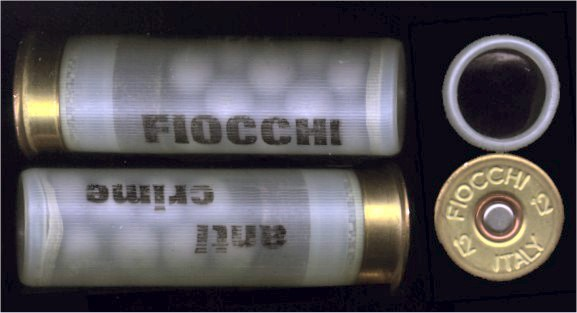
Gummischrotmunition
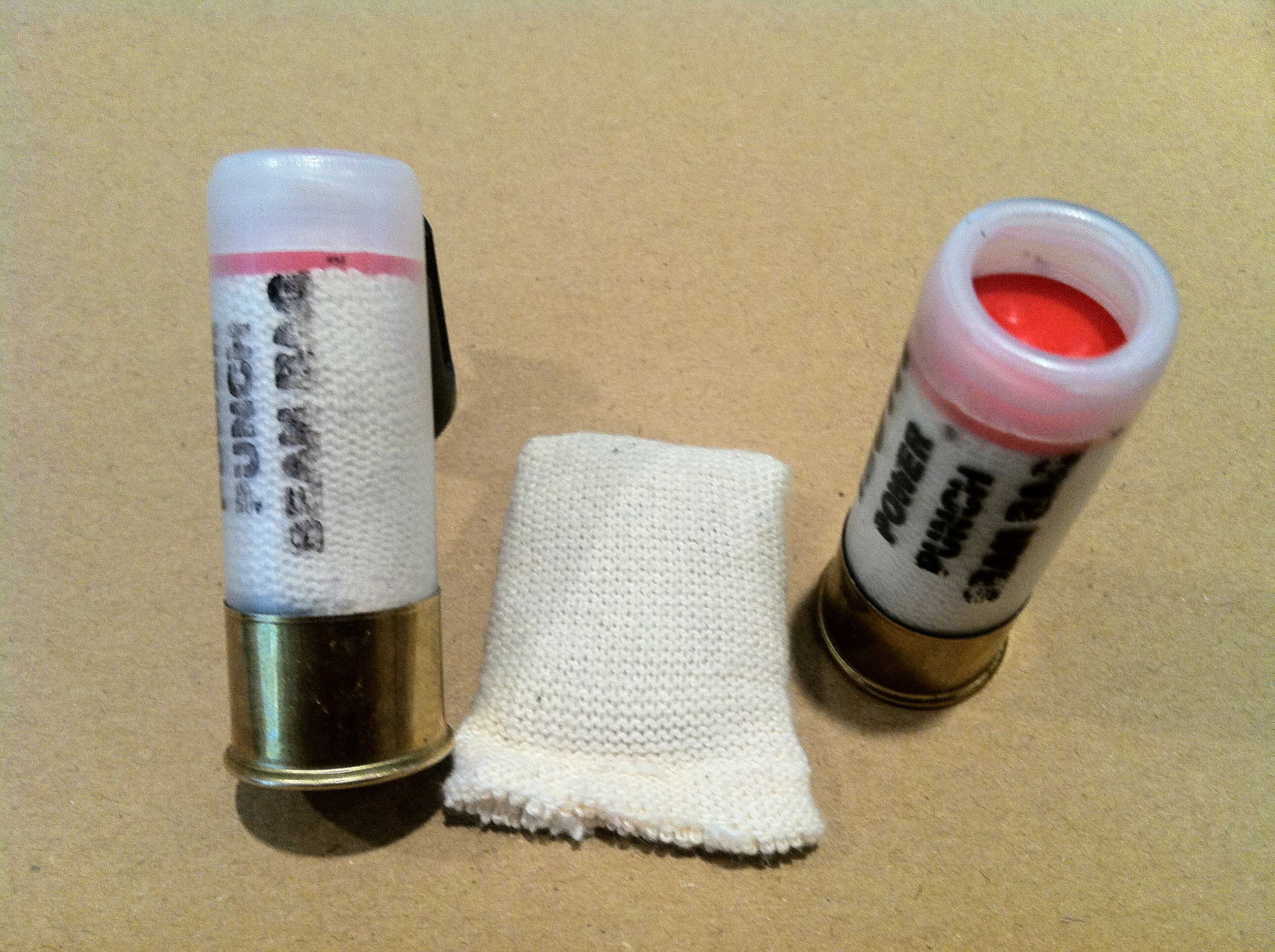
Beanbag-munition
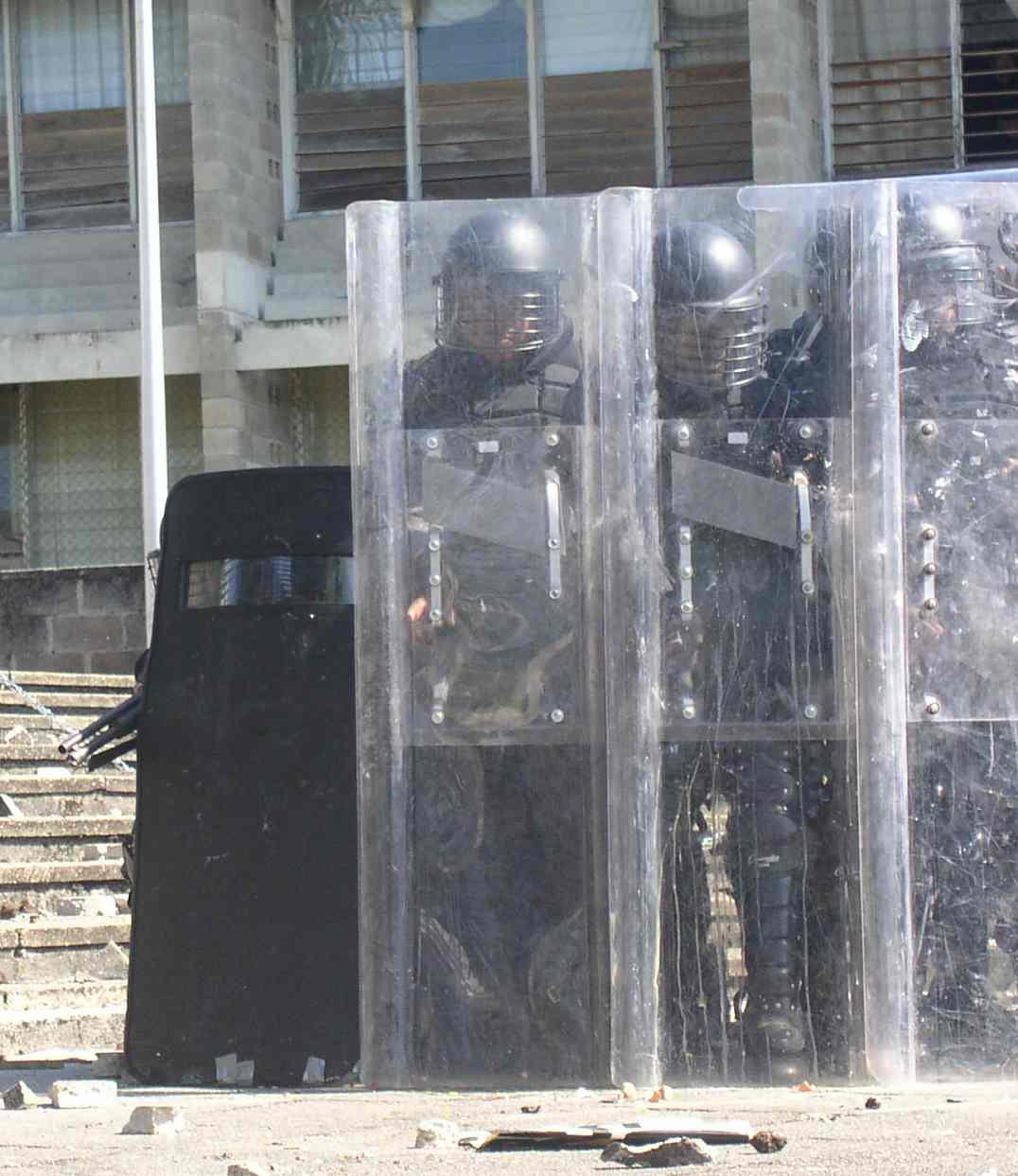
Einsatzschild
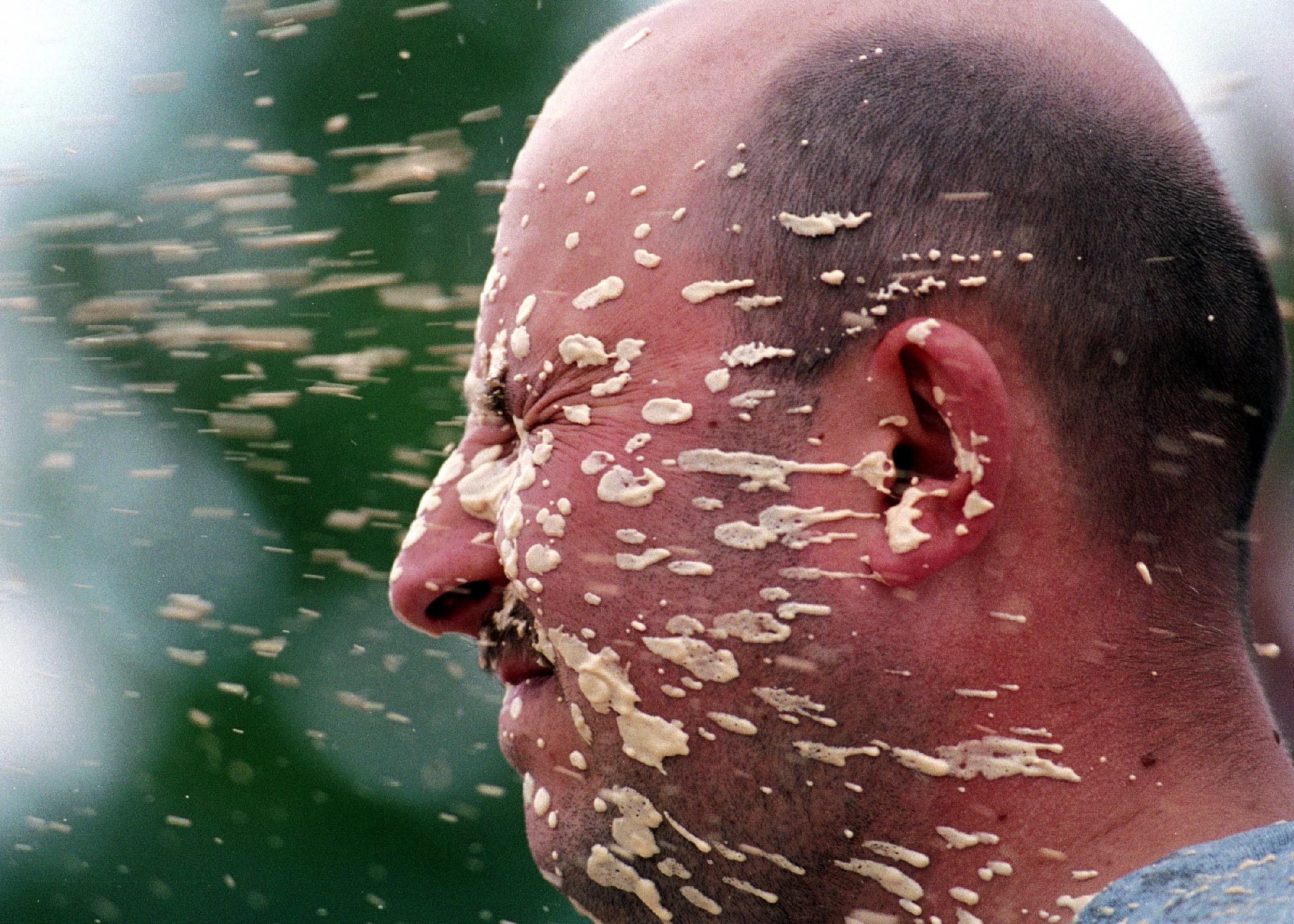
Pfefferspray
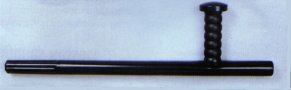
Schlagstock
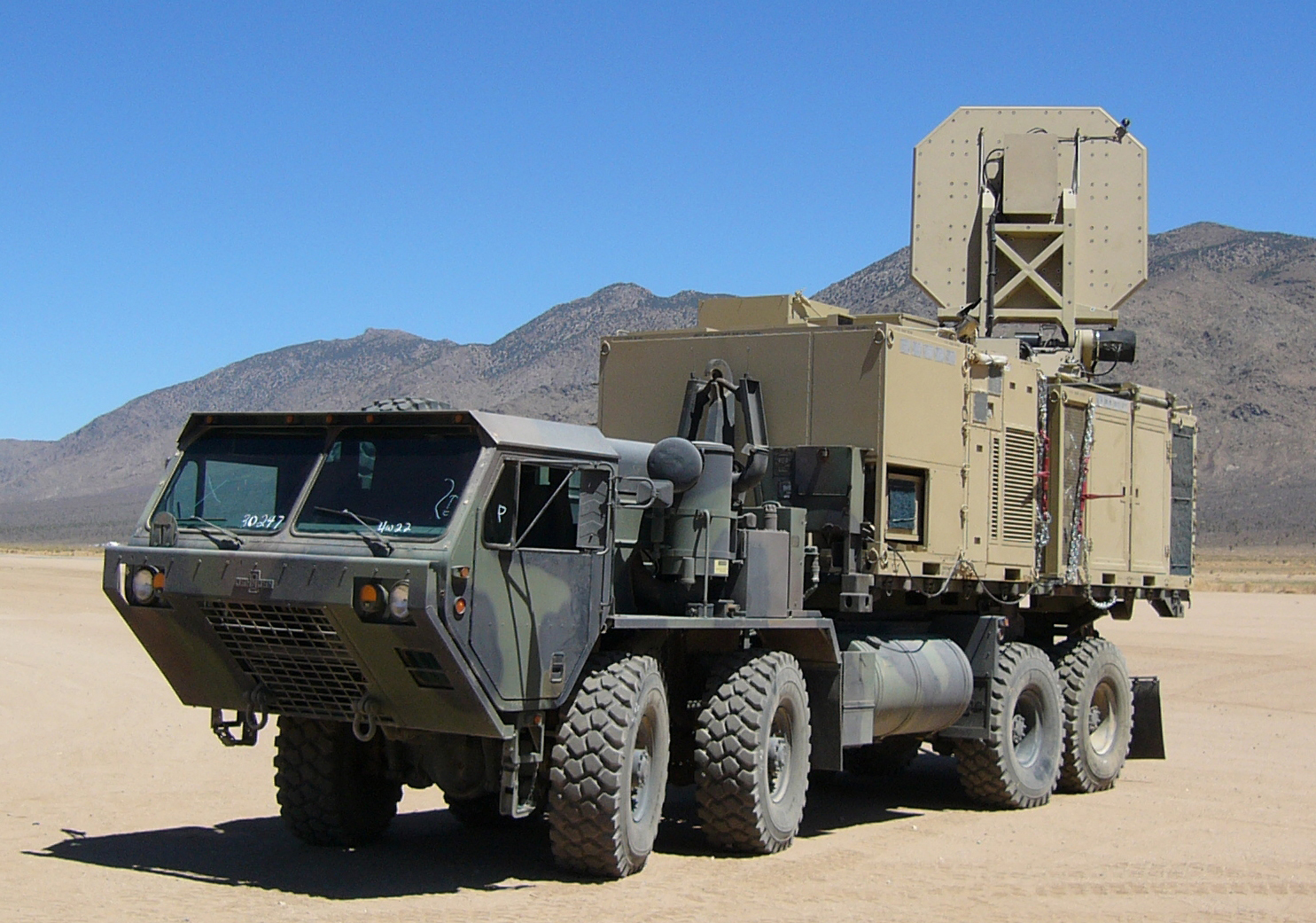
Mikrowellenstrahlentechnik
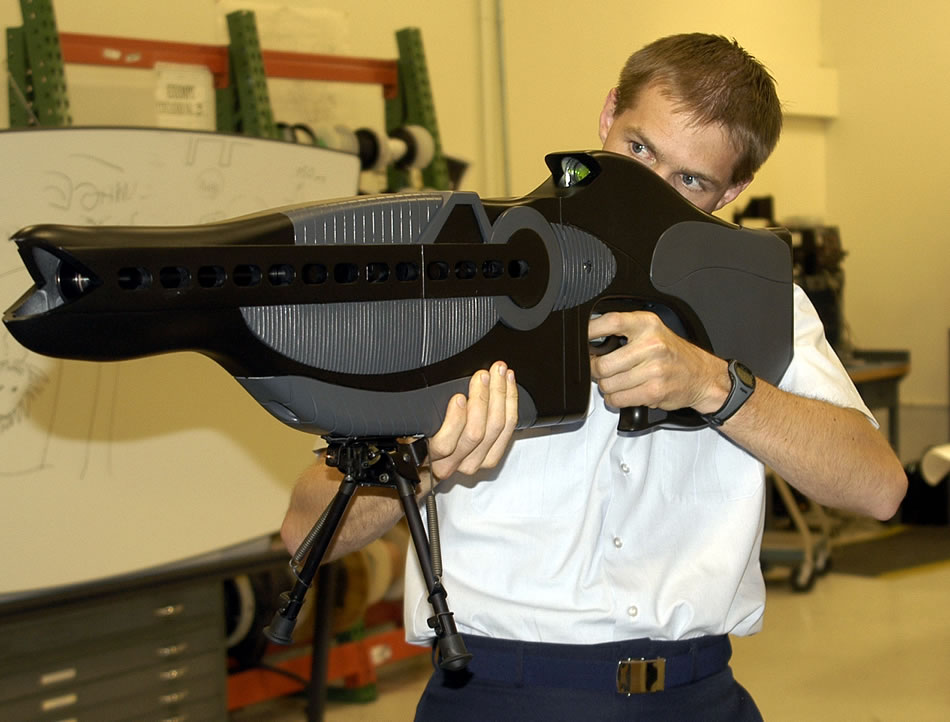
Blendwaffe
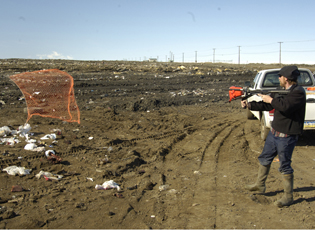
Fangnetz

### Repellentien
Repellentien oder Repulsivstoffe sind wohl die unterste Eskalationsstufe der nicht tödlichen Waffen. Sie verbreiten einen für Menschen sehr unangenehmen Gestank und werden verwendet, um Örtlichkeiten gegen das Betreten oder den Aufenthalt von Menschen zu sperren. Die Stoffe sind meist über mehrere Wochen sesshaft. Bekannte Vertreter dieser Gruppe sind die synthetisch hergestellten Wirkstoffe des Analdrüsensekrets der Skunks ((E)-2-Butenylmercaptan, 3-Methylbutanthiol). Teilweise werden Zubereitungen eingesetzt, die ursprünglich als Repellentien gegen Hunde oder Katzen gedacht waren, zum Beispiel das in Neuseeland entwickelte Skunk Shot.

### Reizstoffe
Chemische Reizstoffe werden verwendet, um Menschenansammlungen zu zerstreuen oder Personen aus Gebäuden oder Verstecken zu treiben. Reizstoffe können die Sicht behindern und Schmerzen zufügen. Bei Einsatz von Aerosolen setzt sich der Benutzer der Gefahr aus, selbst vom Aerosol getroffen zu werden. Deshalb verwenden staatliche Einsatzkräfte häufig Tropfenstrahlwaffen statt Spraywaffen.
- Tränengas, die volkstümliche Bezeichnung für die Gruppe der Augen-Rachen-Reizstoffe wie Chloracetophenon (CN), 2-Chlorbenzyliden-malonsäuredinitril (CS) oder Dibenzoxazepin (CR)
- Pfefferspray, auch als Geschoss (Pepperball) und Pulver von Capsaicinoiden („OC“)

### Wasserwerfer
Wasserwerfer sind Fahrzeuge, die unter Hochdruck stehendes Wasser gezielt verspritzen können. Ihre Reichweite beträgt bei einem Druck von 15 bar über 60 Meter. Der Wasserstrahl spült Hindernisse regelrecht fort und kann bei Menschen mitunter schwerwiegende Verletzungen verursachen. Es können dem Wasser Reizstoffe zugesetzt werden.

### Narkosestoffe
Mit Narkosestoffen sollen Angreifer betäubt und somit außer Gefecht gesetzt werden. Bekannt ist der Einsatz von Fentanylderivaten.
Im Jahre 2002 zeigte sich während der Geiselnahme im Moskauer Dubrowka-Theater die Wirkung einer Fehldosierung, als mindestens 129 Geiseln und 41 Geiselnehmer starben. Ob es sich tatsächlich um eine Fehldosierung handelte, ist umstritten, da nachweislich eine falsche Lagerung der Personen zum Ersticken führte. Bislang wurde die genaue Zusammensetzung des eingesetzten Narkosestoffes nicht veröffentlicht. Von den 850 Geiseln konnten 721 gerettet werden.

### Materialzerstörung

#### Mikroorganismen
Mikroorganismen könnten zum Beispiel dazu genutzt werden, radarabweisende und tarnende Lackierungen auf Fahrzeugen zu zerstören.

#### Acetylen-Granaten
Der Wirkstoff Acetylen zerstört Dieselmotoren, wenn diese das Acetylen-Luftgemisch ansaugen.

### Akustische Waffen

#### LRAD (Long Range Acoustic Device)
Bei einem LRAD handelt es sich um einen als Waffe einsetzbaren sehr starken Piezolautsprecher. Zum einen dient es zur zivilen oder militärischen Kommunikation über mittlere Distanzen, zum Beispiel zur Hilfeanforderung. Mit einer Maximallautstärke von 146 dB kann es aber auch als Schallwaffe dienen, die Menschen, die mit ungeschützten Ohren in den schmalen Abstrahlwinkel treten, vertreiben, ihnen aber auch irreparable Hörschäden zufügen kann. Abgesehen von der militärischen Verwendung wird LRAD heute vor allem auf Schiffen zur Abwehr von Piratenangriffen eingesetzt. Die Geräusche reichen ca. 500–1000 m weit.
Risiko aller akut wirksamen akustischen Waffen: Eine Überdosierung (zu hoher Schalldruckpegel, zu lange Einwirkzeit) führt zu dauerhaften irreparablen Schäden des Gehörs (Lärmschwerhörigkeit, Gehörlosigkeit).

#### Schockgranate
Im weiteren Sinn kann zu den akustischen Waffen auch die Schockgranate gezählt werden, wenn bei ihr auch die Blendungswirkung hinzu tritt. Die Wirkung von Infraschallwaffen konnte in keiner veröffentlichten Studie bestätigt werden.
Schockgranaten (auch Blendgranate, englisch stun grenades, auch flash-bangs genannt) sind Handgranaten, Gewehrgranaten oder mit großkalibrigen Flinten verschossene Munition, die durch einen Blitz-Knall-Satz (meist ein Gemisch aus Aluminium-Pulver und Kaliumperchlorat) der Zielperson vorübergehend durch Schreckreaktion, Blendung und Schwerhörigkeit (bis hin zum Knalltrauma) die Orientierung nehmen soll (Knallschreck).
Es gibt auch den Einsatz als Ablenkungsmittel. Hier besteht jedoch ein hohes Risiko, dass Brände ausgelöst werden. So müssen von den Einsatzkräften immer Feuerlöscher mitgeführt werden.
Schockgranaten werden vor allem bei der Lösung von Szenarien verwendet, bei denen Personen während eines Zugriffs mit Schusswaffen bedroht werden können. Durch die Zündung der Granate soll die Aufmerksamkeit der zu ergreifenden Person kurzzeitig abgelenkt, und seine Orientierung vorübergehend eingeschränkt werden, um Polizeibeamte und Geiseln nicht mehr als nötig zu gefährden. Auch der vorauszusehende Fluchtweg einer Person kann mit solchen Blitz-Knall-Sätzen vermint sein.
Typische Gefahren: Detoniert solch eine Granate neben dem Kopf-Hals-Bereich einer am Boden liegenden Person, kann es zu schweren Verletzungen kommen. In mehreren Fällen sind auch eine lebenslange Hörschädigung oder Taubheit dokumentiert. Ein Fall eines toten Demonstranten wird auf eine Schockgranate zurückgeführt.

#### Infraschall
Sehr tieffrequenter Schall dringt in die meisten Gebäude und Fahrzeuge ein. Die oft wiederholte Behauptung, mit Infraschall könnten Effekte wie Magenschmerzen, Durchfall oder Erbrechen erzeugt werden, ist aber haltlos.

### Geschosse und Wurfstücke

#### Gummigeschosse
Sogenannte Gummigeschosse sollen starke Schmerzen zufügen, aber die Zielperson nicht schwer verletzen. Zu dieser Munition gehören: Rubber Rocket Projectile, ein flossenstabilisiertes Gummigeschoss, Stingball oder Hornet's Nest, Granaten und Flintenmunition, die ein Schrot aus Gummikugeln verschießt. Die Projektile enthalten teilweise Reizstoffe der CS- oder OC-Gruppe, oder werden zusammen mit diesen verschossen.
In Gebrauch sind auch modifizierte Claymore-Minen, die gerichtet Gummikugeln verschießen.
Neben diesen aus Hartgummi bestehenden Projektilen (engl. rubber bullet) existiert auch noch Stahlmunition, welche eine Gummibeschichtung haben (rubber coated bullet bzw. Gummimantelgeschoss).

#### Sandgeschosse
Die Sandgeschosse bestehen zum Teil aus gepresstem Sand und sollen ein geringeres Verletzungsrisiko als Gummigeschosse haben. Da es in der Vergangenheit wiederholt Todesfälle mit Gummigeschossen gegeben hat, könnten die Sandgeschosse als Alternative eingesetzt werden.

#### Bean Bag
Bean Bags (auch Power Punch) sind Geschosse, die in einem Beutel – meist aus Nylon – Schrot enthalten. Diese Geschosse sollen ihre Wucht an der Körperoberfläche auf das Ziel übertragen, jedoch nicht in den Körper eindringen. Eine Person soll umgerissen werden oder Schmerzen erleiden, jedoch keine schweren Verletzungen davontragen. Beanbags gibt es in den verschiedensten Kalibern, sie werden aber meistens aus Flinten verschossen.
Eine Variation ist die hydro-kinetische Munition. Hier ist der Beutel nicht mehr mit Schrot, sondern mit einer Flüssigkeit gefüllt. Diese Munition soll auch auf kürzere Distanzen nicht in den Körper eindringen.
Als Risiken für alle „nichttödliche“ kinetische Munition geben die Hersteller selbst an: Platzwunden, Verrenkungen, Abschürfungen, Rippenbrüche, Gehirnerschütterung bis hin zu schwerem Schädel-Hirn-Trauma, Augenverlust, Beschädigung von Organen unter der Hautoberfläche (allgemein), Riss von Herz, Nieren oder Leber, innere Blutungen und Tod.

#### Steinsalz
Es gibt Munition für Schrotgewehre, die statt Bleikugeln Steinsalz enthält. Die Salzkörner dringen zwar in die Haut und evtl. in tieferliegendes Gewebe ein; das Salz wird resorbiert, wodurch die Wunden in der Regel zwar sehr schmerzhaft, aber nicht tödlich sind. Zudem verheilen diese meist ohne Narbenbildung.

### Elektroschockwaffen
Hauptartikel: Elektroimpulswaffe

#### Elektroschockpistole
Elektroschockpistolen sind unter ihren Handelsnamen Taser oder dem ehemaligen Hersteller Stinger bekannt.
Bei diesen Waffen werden zwei Nadeln verschossen, die im Idealfall in die Haut des Opfers eindringen.
Durch zwei dünne Kabel, die mit der Waffe verbunden sind, wird nun eine Serie von Stromstößen abgegeben, die den Gegner kampfunfähig machen sollen. Die Reichweite liegt bei mehreren Metern.

#### Elektroschockprojektil
Das Elektroschockprojektil wird mit einer Handfeuerwaffe abgefeuert. Es soll nicht in den Körper der Zielperson eindringen, versetzt ihr jedoch einen kräftigen elektrischen Schlag. Ein Beispiel für ein solches Geschoss ist das in der Produktion eingestellte Wireless eXtended Range Electronic Projectile.
Shock Rounds sind Geschosse, die mit piezoelektrischem Material gefüllt sind. Sie vereinen die Risiken von Wuchtgeschossen und elektrischen Schockwaffen.

#### Elektroschocker / Stun Gun
Ein Elektroschocker (im US-Sprachgebrauch Stun Gun) hat zwei Elektroden mit hoher Leerlaufspannungen, wobei die durchschnittlich abgegebene Stromstärke gering ist.
Unter gewissen Rahmenbedingungen dürfen Elektroschocker in Österreich wie auch in Deutschland legal erworben werden.

### Nicht-tödliche Strahlenwaffen

#### ADS (Active Denial System)
Das Active Denial System ist eine Anti-Personen-Mikrowellenwaffe. Bei höherer Strahlungsintensität und ausreichender Einwirkzeit sind Mikrowellenwaffen aufgrund der Hitzeeinwirkung auf der Haut potentiell tödlich.